# Hagmore Green
Hagmore Green är en by (hamlet) i Suffolk, sydöstra England, nära staden Boxford.